# Toma de Brielle

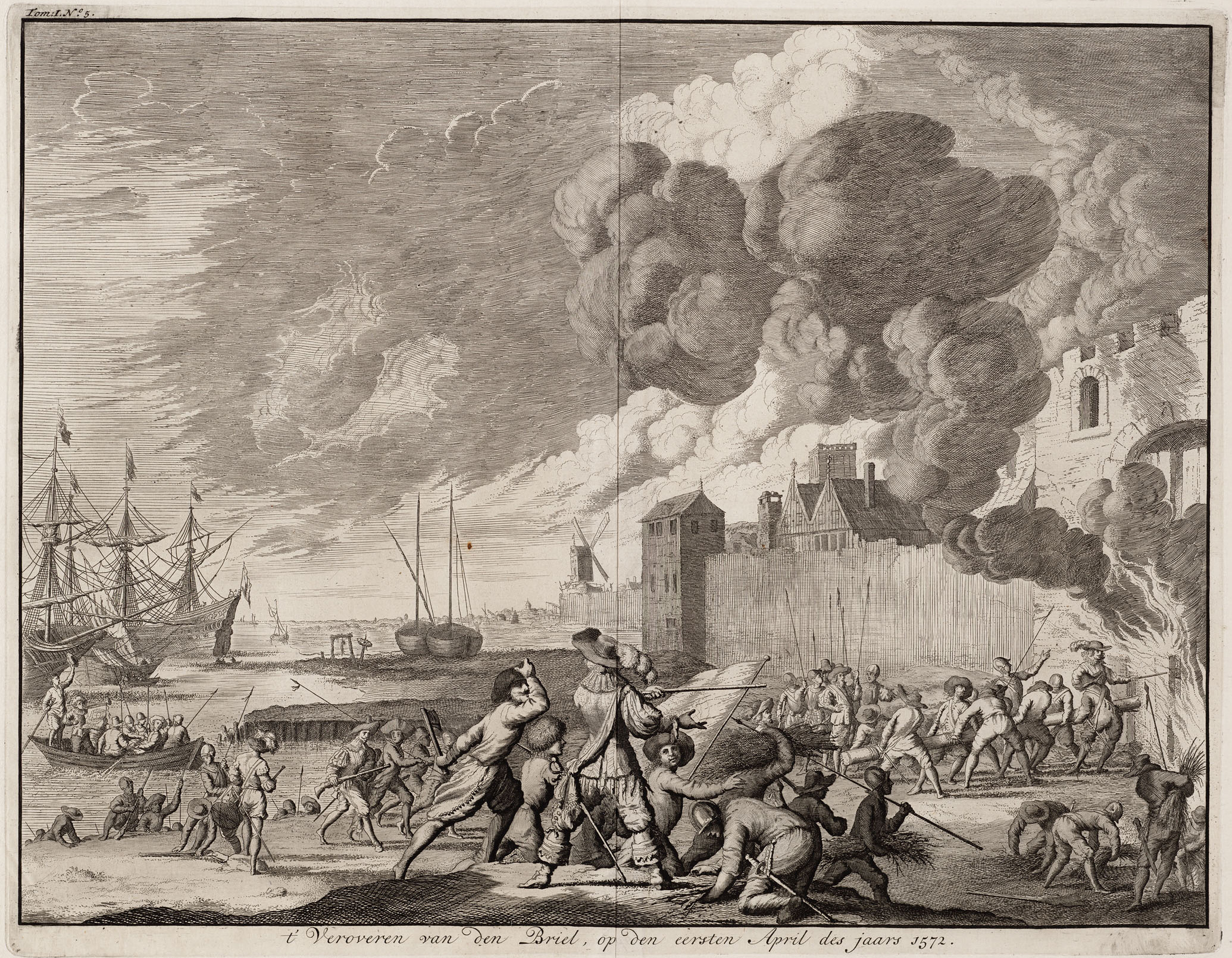
Toma de Brielle. Jan Luyken

La toma de Brielle tuvo lugar el 1 de abril de 1572 por parte de los mendigos del mar, neerlandeses alzados contra las autoridades españolas que ocupaban la ciudad de Brielle de la provincia de Zelanda, Países Bajos, en el contexto de la Guerra de los Ochenta Años, siendo tomada sin lucha. Este acontecimiento sería el desencadenante de la generalización de la rebelión neerlandesa contra España por otras ciudades de Holanda y Zelanda.

## Antecedentes
Hacia 1566–1568 se produjeron en los Países Bajos una serie de alzamientos de las fuerzas holandesas contra el gobierno español de los Países Bajos. En esta fase inicial de la Guerra de los Ochenta Años los rebeldes neerlandeses no buscaban la independencia de la Corona española, como ocurriría años después: los alzamientos estaban provocados por las imposiciones religiosas católicas y por las cargas fiscales que las autoridades españolas imponían a la población local.

## Toma de la ciudad

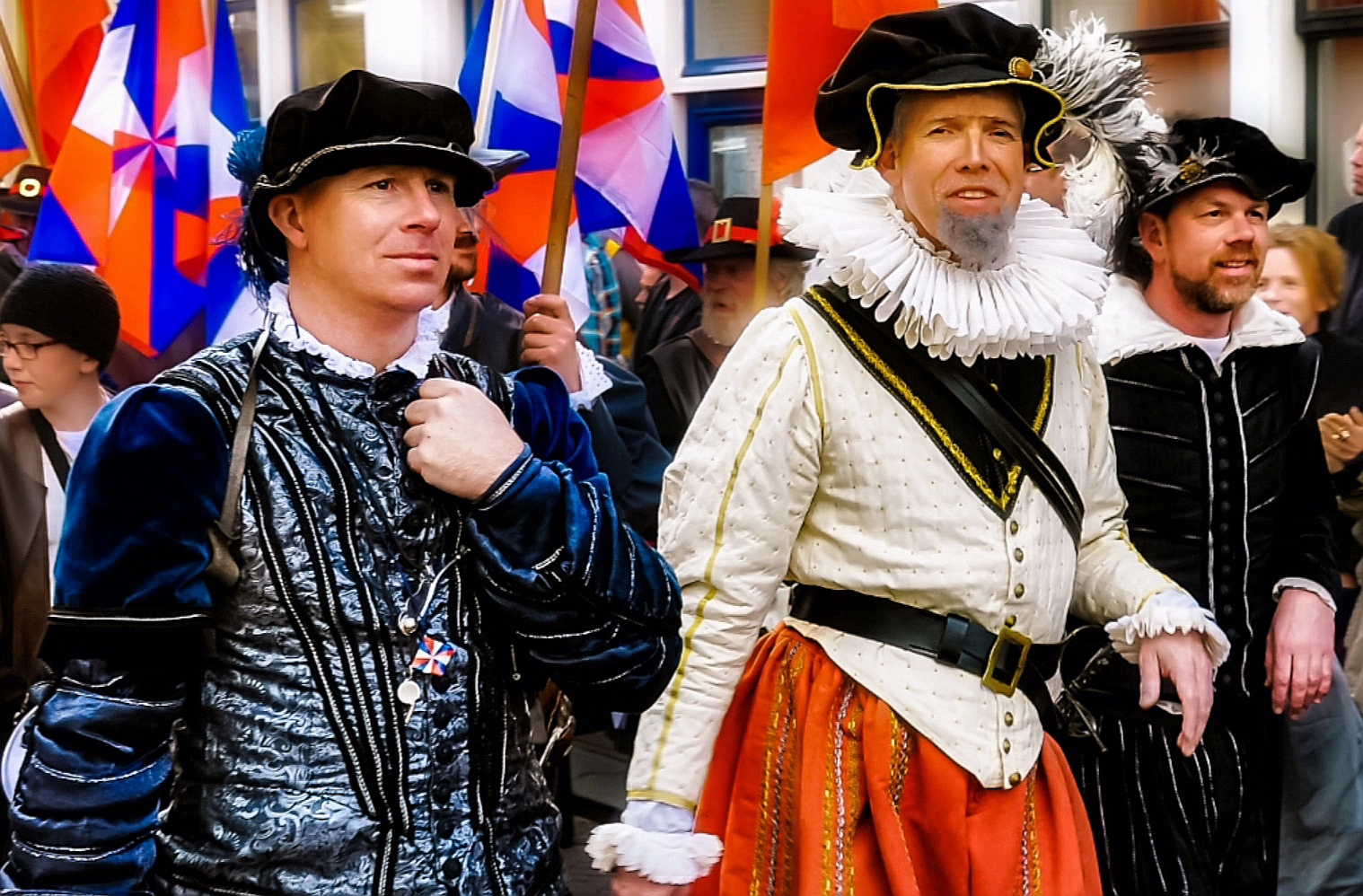
Desfile histórico en Den Briel con motivo del 540 aniversario de la conquista de Brille el 1 de abril de 2012. Los líderes de los geusen de agua, Guillermo II van der Marck (centro), Willem Bloys van Treslong (izquierda) y Lenaert Jansz de Graeff (a la derecha).

Los Mendigos del mar estaban liderados por Guillermo II van der Marck, señor de Lummen. Aquí Willem Bloys van Treslong y Lenaert Jansz de Graeff fueron sus adjuntos.· A últimos de marzo partieron de Dover (Inglaterra), expulsados por Isabel I de Inglaterra, quien prohibió ayudarles. Con una flota de 24 embarcaciones de diversos tamaños y aproximadamente 200 hombres, pusieron rumbo a Zelanda. Acuciados por el cansancio y la falta de víveres, remontaron el río Mosa hacia Brielle.  
La ciudad, amurallada, estaba poco poblada y se hallaba sin guarnición militar que la defendiera. Los Mendigos dividieron su flota en dos: mientras Van der Marck se acercaba por el norte, William de Blois, señor de Treslong, atacó por el sur. Los lugareños, que en su mayoría habían huido ante la presencia de los asaltantes, no opusieron resistencia, y los Mendigos tomaron fácilmente la ciudad.
El III duque de Alba Fernando Álvarez de Toledo y Pimentel, en aquella época gobernador de los Países Bajos españoles envió al conde de Bossu, estatúder de Holanda y Zelanda tras el abandono de Guillermo de Orange, con la misión de sofocar la rebelión. Bossu llevaba diez compañías de la guarnición de Utrecht. Llegado a Brielle, sus tropas fueron rechazadas por los neerlandeses, que prendieron fuego a algunos barcos españoles, obligando a las fuerzas de Bossu a retirarse hacia Róterdam.

## Consecuencias
Militarmente fue un acontecimiento menor, puesto que la ciudad no tenía ninguna guarnición en aquel momento. La importancia de este hecho radica en haber sido la primera conquista de las fuerzas rebeldes holandesas durante la guerra que éstas mantenían contra las autoridades españolas.
Tras la toma de Brielle otras ciudades de Holanda y Zelanda se unieron a la rebelión. El 6 de abril los mendigos tomaron Flesinga y posteriormente siguieron hacia Dordrecht y Gorcum, donde detuvieron a un cierto número de religiosos católicos que fueron ejecutados sin fórmula de juicio, los que después serían llamados los Mártires de Gorcum.
La extensión del conflicto provocaría siete años después la fundación de las Provincias Unidas de los Países Bajos y el agravamiento de la guerra contra el Imperio español, que terminaría en 1648 con la independencia definitiva de los Países Bajos de la monarquía hispánica.

## En la cultura popular
- En neerlandés hay un dicho: «Op 1 april verliest Alva zijn bril.» Literalmente: «El 1 de abril, (el Gran Duque de) Alba pierde sus gafas.» Pero aquí la palabra neerlandesa «bril» (gafas) se refiere a la ciudad de Brielle (Den Briel). Se trata de una referencia al hecho de que los españoles perdieron la ciudad de Brielle.
- La canción de lucha holandesa «In naam van Oranje, doe open de poort» (en nombre de Orange, abre la puerta), también conocida bajo el título «Een liedje van de veerman Koppestok» (una canción del barquero Koppestok), relata de forma romántica los acontecimientos que rodearon la toma de Brielle. El maestro holandés Abraham Schooleman escribió esta canción en 1872 con motivo del 300 aniversario de la toma de Brielle.